# Philippe Quinsac
 (décembre 2019).
Améliorez-le ou discutez des points à vérifier. 
 (juillet 2018).
 (juillet 2018).
Philippe Quinsac (né le 21 décembre 1956 à Blois, Loir-et-Cher, France) est un joueur professionnel français de hockey sur glace.
Il est champion de France de hockey sur glace 1980 avec l’ASG Tours.

## Biographie

### Une génération spontanée
Lorsqu’ils fondent l'ASG Tours en 1972, qui prend le relais du HC Tours (1969), Albert Pasquier et Henri Bourgeais (président et vice-président) donnent l'impulsion au hockey sur glace à Tours. En septembre 1972, quelques hockeyeurs débutants pour certains, ayant pratiqué pour d'autres, commencent donc par disputer quelques matches amicaux et une petite compétition appelée Coupe Armor. Hasard de la vie, parmi ces adolescents tourangeaux qui s'inscrivent au hockey, patine une bande de copains de 13-15 ans qui, en témoigne Philippe Quinsac, alors 15 ans, « vivent hockey, mangent hockey, rêvent hockey ». Les débuts sont plus qu'amateurs et Philippe Quinsac se remémore « la volonté farouche d'un petit groupe de copains de monter une équipe qui, de 1972 à 1980, allait franchir toutes les étapes jusqu'au titre suprême de champion de France ».
Début 1973, Patrick Sawyerr devient la première recrue du président Albert Pasquier, et c'est avec lui comme entraîneur-joueur que l'ASG Tours gravit tous les échelons, de la Nationale C à la Nationale A. Cette période voit en parallèle l'éclosion de jeunes hockeyeurs tourangeaux très talentueux, dont le défenseur Philippe Quinsac. En 1973-1974, ce dernier est déjà surclassé en équipe seniors et l'ASGT fait sa première apparition en championnat de France de Nationale C (vice-champion de la Ligue de Paris derrière les Français Volants). Il effectue 25 des 26 matchs au cœur de la défense tourangelle. L'apprentissage se fait rapidement et l'ASGT remporte son premier trophée en battant Croix-Lille (Nationale B) en finale de la Coupe de France. Tours est aussi champion de France de Nationale C en 1974-1975 : un doublé exceptionnel pour un club qui ne fête que sa deuxième saison de compétition.
En 1975-1976 la marche est trop haute pour Philippe Quinsac et les jeunes tourangeaux qui s'inclinent en barrages d'accession devant Briançon, Lyon et les Français Volants. Le titre n'a plus qu'un goût amer, la porte de l'élite venant de se refermer. La déception est rude, l'immaturité trop flagrante. Ce n'est que partie remise. Philippe Quinsac renforce ensuite l’équipe réserve et il remporte son deuxième titre de champion de France de Nationale C devant Villard-de-lans (12-4). Tours repart de l'avant en 1976-1977, comptant Jean Lussier, l'ancien centre des Vics de Granby, comme atout maître. Le Québécois sera le catalyseur du jeu tourangeau et le meilleur compteur de l'équipe. Lorsqu'en dernier match de barrage, Lyon (Nationale A) est battu 9-0 à Orléans par l'ASGT, le 27 mars 1977, c'est une explosion de joie : le club du président Pasquier, composé de jeunes joueurs tourangeaux et d'un entraîneur hors pair, vient de gagner son billet pour le plus haut niveau du hockey français. La défaite en finale de coupe de France, trois semaines plus tard face à Villard, sera ainsi plus facile à accepter. Cette saison-là, Philippe Quinsac joue 29 des 39 matchs de l'équipe Première (Matches de compétition et amicaux).

### Vers le plus haut niveau français
Passé le triomphe, Patrick Sawyerr laisse le poste d'entraîneur au Québécois Michel Lussier, venu rejoindre son frère cadet en Europe. Pour la première saison en Nationale A de l'histoire du club (1977-78), le robuste gardien Sozzi est toujours là en compagnie de Jean Lussier, et les jeunes tourangeaux Charly Thillien (gardien), Jean-Yves Decock, Philippe Quinsac (défenseurs), Philippe Decock, Christophe Pasquier (centres), Alain Blanchet, Gilles de Saint-Germain et Yvon Bourgault (attaquants) vont connaître le baptême du feu. En recrutant le défenseur Pascal Del Monaco (Grenoble) et l’attaquant Guy Galiay (Briançon), l'ASG Tours annonce la couleur et s'attend déjà à voir surgir les "crosses hautes" des clubs alpins. Fort de ses mille abonnés, le club espère figurer dans les trois premiers. Malgré des débuts légèrement difficiles en raison d'un manque de cohésion, l'objectif est atteint et Tours finit troisième pour sa première saison parmi l'élite. Arrive la finale de la coupe de France, le 29 avril 1978. Ce dixième match dans le mois pour Tours, conséquence d'un calendrier chargé par le parcours en coupe, est l'occasion d'une apothéose dans une épreuve qui lui a toujours réussi - mais sans Jean Lussier, suspendu - alors que les Nordistes de Croix-Lille rêvent de revanche. Les lignes de défense sont composées de Pascal Del Monaco, Jean-Yves Decock, Jean-Paul Sandillon et Philippe Quinsac. Lors du deuxième tiers-temps, Tours accélère progressivement, mène 3-0. Ensuite, les Tourangeaux se reposent sur leurs lauriers et le jeune gardien Thillien encaisse soudain trois buts en quatre minutes. Le match est complètement relancé. Lors des prolongations, Tours s'imposera finalement 6-4.
En 1978-79, Tours est clairement devenu l'un des outsiders de la Nationale A et le poste d'entraîneur-joueur revient à Patrick Sawyerr, Michel Lussier voulant à son tour retrouver la glace. Le club a recruté le Québécois Michel Bolduc à la place de Jean Lussier, lourdement sanctionné par le CNHG et qui part en Suisse, suivi de son frère Michel (qui reviendra ensuite rapidement). Mais Bolduc n'a pas le niveau et est remplacé avant le début du championnat par l'Américain Joe Fidler, qui débarque des Mariners de San Diego. Philippe Quinsac indique : « Les effectifs sont renforcés et ça jase déjà. On ne se cache pas d'avoir dans l'équipe un étranger de bon niveau professionnel, des hockeyeurs payés pour jouer, et de nombreux franco-canadiens. » En prélude de la saison, huit joueurs sont peu disponibles, effectuant leur service militaire obligatoire... Inconstant, pourtant doté d'une des meilleures attaques du championnat, Tours finit seulement cinquième de la saison régulière, à huit points du leader Chamonix. On croit Tours en déclin. La poule finale verra sa défense se révéler et son attaque de feu multiplier buts et exploits. Le titre se joue à la dernière journée sur le derby Chamonix vs Saint-Gervais. À 3-3 à quelques minutes de la fin de la partie, un match nul offrirait le titre à... Tours. Mais Philippe Rey marque à une minute quarante de la fin et Chamonix est champion. Tours échoue à deux points de Chamonix avec une différence de buts largement supérieure. La saison régulière lui aura coûté le titre.
À l'orée de la saison 1979-80, Patrick Sawyerr rend à nouveau son tablier d'entraîneur. La direction technique est proposée par Albert Pasquier à Adolf Šprincl, 55 ans, professeur de sports issu de la minorité allemande de Tchéquie et surtout entraîneur au grand club tchèque du HC Dukla Jihlava puis de Grenoble. Les jeunes tourangeaux sont mûrs à point pour la conquête du titre, c'est tout du moins ce qui est attendu d'eux. Joe Fidler, conservé, formera un tandem explosif avec le franco-québécois André Peloffy (arrivé de Springfield, États-Unis). Guy Galiay et Patrick Sawyerr sont toujours d'attaque… Le jeune français Stinco arrive lui aussi du Québec, de Lasalle, et fera lui aussi parler la poudre immédiatement. Le grand espoir Franck Fazilleau quitte Viry pour solidifier la défense tourangelle et Frédéric Malletroit débarque des Français Volants pour former avec Patrick Partouche et Charly Thillien un trio d'enfer dans les buts. En défense, les expérimentés Del Monaco, Michel Lussier et Sandillon sont épaulés par les fringants Fazilleau, Aldrich, Jean-Yves Decock et Philippe Quinsac. L'attaque tourangelle sera notamment composée des centres et avants Blanchet, Bonnarme, Pasquier, Bourgault, Fidler, Galiay, Peloffy, de Saint-Germain, Stinco et Sawyerr : Une équipe d'élite pour une patinoire de Tours ultra-moderne et une superbe glace. La poudre dans la patinoire, le feu sur la glace.

### Champion de France 1980
Les Tourangeaux sont mis dans le bain du championnat dès la première journée du 6 octobre 1979. À Gap, l'accueil est des plus singuliers : dans sa patinoire ouverte, sous la neige et un vent puissant, par -3°, le public alpin hue les joueurs tourangeaux et les bombarde d'une pluie de pièces pendant l'échauffement. Certains joueurs tourangeaux, non sans humour, se mettent alors à ramasser ces pièces ! Leur "crime" ? Être payé comme des professionnels. André Peloffy - qui débute en Europe et connait les "chaudes" ambiances d'Amérique du Nord - est prêt pour le défi. Celui qui est annoncé comme la grosse vedette de la Nationale A marque son premier but au bout de quinze secondes, sur la première attaque tourangelle. Score final : 4-4 sur la glace du champion '78. L'ASGT fait course en tête et ne connait la défaite qu'au soir de la neuvième journée à Megève, la fin de la poule aller. Chamonix, le champion en titre, tombe deux fois face aux "Mammouths" qui prennent leur revanche devant Gap sur la glace tourangelle. Tours achève la saison régulière en tête, corrigeant Megève 16-4. Chamonix est parvenu à rester à quatre points des tourangeaux mais toute la Nationale A sent la puissance de feu des Peloffy, Fidler, Galiay, Stinco, Sawyerr et consors, sans limite après 139 buts inscrits - et une différence de +51 - soit une moyenne de plus de sept buts par match.
Résultats aidant, l'amalgame est complet avant Noël et l'ambiance est bonne, même si les disparités salariales provoquent des tiraillements dans le vestiaire… et même si Adolf Šprincl, l'entraîneur, subit les "pitreries" de certains de ses joueurs. Mais il ne s'agit pas que d'un aimable conflit de générations : les compteurs vedettes André Peloffy et Joe Fidler sont en désaccord avec le système de jeu que leur entraîneur continue de vouloir mettre en place, ce qui cause même une grosse discorde entre ce dernier et Fidler. Alors que l'équipe vient d'encaisser une lourde défaite, 6-2 à Saint-Gervais, lors de la 14e journée de la saison régulière, le groupe de joueurs se réunit et décide de prendre les rênes du jeu à leur entraîneur, en adaptant l'équipe, ce qui passe par un changement de la composition des lignes de joueurs. André Peloffy et Pascal Del Monaco prennent officieusement la direction d'une équipe qui ne perdra plus une seule partie de la saison. Šprincl, plus ou moins mis sur la touche, subira les événements et se contentera alors de suivre l'équipe...
Après cette défaite à Saint-Gervais, Tours survole la poule finale, l'écrase de son talent et de son efficacité lors de dix matches qui entreront dans la légende. Les points de la première phase sont conservés mais ne comptent que pour la moitié de ceux obtenus en phase finale (quatre points pour une victoire et deux pour un match nul). L'ASG Tours est sacrée championne de France de nationale A avec seize points d'avance sur Chamonix, 103 buts inscrits (soit 10,3 par match), une différence de buts de +54 (contre +5 à Chamonix). Le mammouth a tout écrasé sur son passage. À égalité au classement des compteurs avec 66 points, le Québécois de Chamonix Luc Tardif devance d'un fil le Franco-québécois André Peloffy (44+22 contre 42+24), devant le Franco-québécois de Caen Marc Audisio (36+19) - futur tourangeau - et l'Américain de Tours Joe Fidler (27+28), tous les deux aussi ex-aequo avec 55 points.
Philippe Quinsac, à 23 ans, touche enfin son graal, celui pour lequel il avait joué au hockey avec toute une génération depuis un jour de septembre 1972. Pourtant, sans concession, son coéquipier Patrick Sawyerr tire son propre bilan : "Tours a été la première ville de plaine à commencer à faire parler d’elle. Mais ce n’est pas la saison qui m’a laissé le meilleur souvenir. L’état d’esprit était un peu particulier : nous étions aux confins du professionnalisme." C’est le moment pour Philippe Quinsac de tirer la révérence d'une très courte carrière, absorbé qu’il est par un avenir professionnel en dehors du hockey. Il jouera encore un an en Nationale B à Epinal. Depuis, il a connu d’autres francs succès comme chef d’entreprise et est resté fidèle à sa ville de Tours. Son fils Bastien Quinsac lui succéda même sur la glace tourangelle, jouant aussi en Ligue Magnus avec l’ASGT, aujourd’hui avec les Remparts de Tours. Philippe Quinsac reste passionné de hockey et assiste régulièrement aux rencontres des Remparts en compagnie de son ami Patrick Sawyerr.

## Trophées

### Joueur
- Un titre de Champion de France de Nationale A (1980)
- Trois titres de Champion de France de Nationale B (1976, 1977 et 1981)
- Deux titres de Champion de France de Nationale C (1975 et 1976)
- Deux fois vainqueur de la Coupe de France (1975 et 1978)